# Лымала
Лы́мала (эст. Lõmala), ранее Ле́ммала, также Лы́ммала (эст. Lõmmala) — деревня в волости Сааремаа уезда Сааремаа, Эстония.
До административной реформы местных самоуправлений Эстонии 2017 года входила в состав волости Салме (упразднена).

## География и описание
Расположена в юго-западной части острова Сааремаа, в 21 км от волостного и уездного центра — города Курессааре. Высота над уровнем моря — 11 метров.
В деревне расположен малый порт Лымала.
Климат умеренный. Официальный язык — эстонский. Почтовый индекс — 93217.

## Население
По переписи населения 2021 года, в Лымала насчитывалось 33 жителя, все — эстонцы.
По данным переписи населения 2011 года в деревне проживали 39 человек, также все — эстонцы.
Численность населения деревни Лымала по данным переписей населения:
| Год  | 1959 | 1970 | 1979 | 1989 | 2000 | 2011 | 2021 |
| ---- | ---- | ---- | ---- | ---- | ---- | ---- | ---- |
| Чел. | 96   | ↘ 74 | ↘ 66 | ↘ 55 | ↘ 45 | ↘ 39 | ↘ 33 |

## История
Впервые упоминается в 1522 году (Lemmall).
В середине XVII века на территории современной Лымала была основана мыза Леммальнес (нем. Lemmalsnäse, Лымала, эст. Lõmala mõis), рядом с которой, к северо-востоку, находилась деревня Лымала (они обозначены на военно-топографических картах Российской империи (1846–1863 годы), в состав которой входила Лифляндская губерния, соответственно как мз. Леммальнесъ и Леммала).
В 1920-х годах, после земельной реформы, земли мызы были поделены, и на них возникло поселение, которое в конце 1930-х годов объединили с деревней.
На территории деревни Лымала находится кладбище Вананымме, внесённое в Государственный регистр памятников культуры Эстонии как .
В 1949 году на расположенной на кладбище Вананымме братской могиле советских воинов, павших во Второй мировой войне (исторический памятник с 1997 до 2023 года), был установлен памятник с надписью на эстонском языке «1941—1945 Бойцам Советской армии, павшим в Великой Отечественной войне». Здесь захоронены советские воины, погибшие в 1944 году у рубежа Салме—Суурна, а также у рубежа рубежа Унгру—Пагила. Братская могила была реконструирована осенью 1983 года. В протоколе от 30 ноября 2022 года рабочая группа по советским памятникам при Госканцелярии Эстонии признала этот памятник «красным монументом», подлежащим демонтажу и замене на т.н. «нейтральный». Памятник был демонтирован весной 2023 года (см. Список советских военных памятников Эстонии).

## Комментарии
1. ↑  Эстонские топонимы, оканчивающиеся на -а, не склоняются и не имеют женского рода (исключение — Нарва)[7].